# Le Livre noir du capitalisme
Pour les articles homonymes, voir Livre noir.
 (mai 2023).
Si vous disposez d'ouvrages ou d'articles de référence ou si vous connaissez des sites web de qualité traitant du thème abordé ici, merci de compléter l'article en donnant les références utiles à sa vérifiabilité et en les liant à la section « Notes et références ».
Le Livre noir du capitalisme est un ouvrage publié par la maison d'édition Le Temps des cerises, dans lequel les auteurs entendent dresser un bilan des régimes capitalistes. Sa publication en 1998 suit de quelques mois celle du Livre noir du communisme, paru en novembre 1997, qui affirmait comptabiliser les victimes du communisme. Ce livre de 464 pages, au format 130 x 175, aborde beaucoup de problèmes mondiaux, de la traite des Noirs à la mondialisation financière.
Voici ce qu'en dit la quatrième de couverture :
« Nous n’avons pas eu la prétention de faire un livre exhaustif. Les crimes du capitalisme constituent un sujet malheureusement inépuisable. Du moins pour l’instant... Plutôt que de réaliser un ouvrage collectif, nous avons pris le parti de solliciter des participations individuelles d’historiens, d’économistes, de sociologues, de syndicalistes, d’écrivains, qui s’expriment ici en toute liberté sur le sujet de leur choix ».

## Contenu
Ce livre dénonce, globalement, ce qu'il considère comme des méfaits imputables au capitalisme. Sont ainsi qualifiés de « crimes du capitalisme » les morts causées par la traite atlantique (commerce des esclaves), par les guerres et les répressions coloniales, par la majorité des guerres du XXe siècle (dont celles des deux guerres mondiales), par la guerre civile et les famines en Russie, puis en URSS durant les périodes de guerre civile et d'intervention étrangère, par la répression de la Commune de Paris (1871), par la répression de mouvements sociaux, par le fascisme, par l'Allemagne nazie.
Le livre énonce ainsi un bilan de 100 millions de morts pour la période observée, allant de 1900 à 1997.
Sa diffusion et son audience sont bien moindres que celles du Livre noir du communisme. Il aurait néanmoins bénéficié d'un second tirage le 1er février 2002.

## Liste des auteurs
Cette liste décrit brièvement les auteurs, par ordre alphabétique, et indique le sujet de leur intervention.
- Caroline Andréani est historienne, membre du Conseil national du Parti communiste français[1]. Elle s'exprime sur les migrations au XIXe et au XXe siècle en une contribution à l’histoire du capitalisme.
- Francis Arzalier, historien, professeur à l’IUFM de Beauvais, membre du collectif communiste pollex, responsable de la revue Aujourd’hui l’Afrique, a rédigé l’article l’Afrique des indépendances et le « communisme » (1960 – 1998).
- Roger Bordier, romancier, essayiste, relate quelques répressions anti-ouvrières dans son texte Tirez, ce ne sont que des ouvriers.
- Me Maurice Buttin, avocat, président de l’association France-Palestine, traite l’article Impérialismes, sionisme et Palestine.
- François Chesnais est économiste, auteur de nombreux ouvrages parmi lesquels La mondialisation du capital, Éditions Syros, Paris, 1997. Il rédige ici : la mondialisation du capital et les causes des menaces de barbarie.
- Maurice Cury est poète, romancier, essayiste, scénariste de cinéma et de télévision, auteur radiophonique et théâtral, président du conseil permanent des écrivains, vice-président du Syndicat national des auteurs et compositeurs. C’est lui qui se charge de l’introduction : le libéralisme totalitaire.
- François Delpla est historien, il traite ici de sa spécialité, la Seconde Guerre mondiale.
- François Derivery est peintre (groupe DDP) secrétaire de la revue Esthétique Cahiers, rédacteur en chef adjoint de la revue Intervention. Il signe là deux articles : Guerre et répression : l’hécatombe vietnamienne, et Massacres et répression en Iran.
- André Devriendt, directeur de publication du Monde Libertaire, a occupé de nombreuses fonctions syndicales à la CGT. Il s’attaque à La répression antisyndicale.
- Pierre Durand, président du comité des anciens de Buchenwald-Dora, est journaliste et historien, spécialiste de la seconde guerre mondiale. Il nous donne deux articles : contre-révolution et intervention étrangère en Russie (1917 – 1921), et de l’origine des guerres et d’une forme paroxystique du capitalisme.
- Jean-Pierre Fléchard, historien, nous parle de la grande guerre, avec un titre terrifiant : 11 500 morts et 13 000 blessés par jour pendant trois ans et demi.
- Yves Frémion est journaliste et écrivain, vice-président du réseau Voltaire. Il nous livre son appréciation dans Une pub vaut mille bombes…(les crimes publicitaires dans la guerre moderne)
- Yves Grenet a écrit l’article : Le capitalisme à l’assaut de l’Asie.
- Jacques Jurquet est écrivain, anti-colonialiste, militant communiste depuis la Résistance. Il décrit le Génocide anticommuniste en Indonésie, et l’Annexion fasciste du Timor oriental.
- Jean Laïlle est journaliste à L’Humanité, il nous parle du Centenaire d’un génocide à Cuba.
- Maurice Moissonnier, historien, militant communiste[2], traite du problème des Canuts face au cannibalisme du profit.
- Robert Pac, journaliste, membre du Bureau national du MRAP, engagé depuis plus de 25 ans dans la lutte aux côtés des Noirs, des Indiens et des membres des autres minorités ethniques des trois Amériques. Il écrit sur le génocide indien, et la longue marche des Afro-américains dans États-Unis, le rêve inachevé.
- Philippe Paraire est écrivain, membre du collectif communiste pollex. Il a rédigé des ouvrages pour les enfants, publiés chez Hachette Jeunesse. Il brosse ici le portrait d’une Économie servile et capitalisme : un bilan quantifiable, ainsi que des morts vivants de la mondialisation.
- Paco Pena est un professeur et journaliste chilien. Son article concerne les interventions nord-américaines en Amérique latine.
- Gilles Perrault en a rédigé l’avant-propos.
- André Prenant est géographe, il traite de l’Algérie 1830-1998.
- Maurice Rajsfus, historien, préside l’Observatoire des libertés publiques. Il parle des bandes armées du capital dans la France républicaine.
- Jean Suret-Canale, ancien combattant volontaire de la résistance, militant clandestin des jeunesses communistes de 1939 à 1944, ancien membre du comité central du Parti communiste français, maître de conférence honoraire à l’université de Paris VII, géographe et historien, auteur d’une dizaine d’ouvrages sur l’Afrique noire et le Tiers monde. Il aborde les origines du capitalisme, et l’Afrique noire sous la colonisation française.
- Subhi Toma est un sociologue d’origine irakienne, exilé en France depuis 1971. Cofondateur de la coordination internationale contre les embargos, il a conduit plusieurs missions en Irak depuis la guerre de 1991. Son propos : l’Irak victime du pétrole.
- Monique Weyl et Roland Weyl, avocats, ont rédigé : Quand bien même ne suffirait pas l’abolition du capitalisme.
- Claude Willard, historien, est professeur émérite de l’Université de Paris VIII, il préside l’association des amis de la Commune. Son article s’intitule 1871 : trahison de classe et semaine sanglante.
- Jean Ziegler est député socialiste de Genève au parlement de la Confédération suisse, il professe également la sociologie à l’université de Genève. Sa contribution s'intitule Les banquiers suisses tuent sans mitrailleuses.
- Enfin, l’ouvrage se termine par un tableau des massacres et des guerres au XXe siècle.